# Batalla del Po
La batalla del Po fue un enfrentamiento que tuvo lugar en 203 a. C. en el marco de la segunda guerra púnica entre Cartago y la República Romana. La victoria romana puso fin a la campaña de Magón, hijo de Amílcar Barca y hermano de Aníbal en el norte de Italia, donde había desembarcado dos años antes con la intención de presionar a los romanos en territorio italiano y frustrar así sus planes de invadir África. Magón tuvo éxito en sublevar a ligures, galos y etruscos contra la dominación romana y estos se vieron obligados a concentrar un gran número de tropas contra él, derrotándolo finalmente en territorio de los ínsubros (Lombardía). La derrota de Magón coincidía con las victorias de Escipión el Africano sobre los ejércitos de Cartago en África (hoy Túnez), obligando a que Aníbal y Magón tuvieran que abandonar Italia para socorrer su ciudad natal.

## Preludio
Tras la derrota sufrida en la batalla de Ilipa, en la península ibérica, Magón se refugió en la última base que los púnicos tenían en Iberia, Gades. El control de los romanos sobre Hispania era casi total, así que Magón recibió órdenes de embarcar sus tropas y dirigirse hacia el Norte de Italia, para coordinar la guerra en territorio italiano con su hermano Aníbal, que se encontraba en sur de la península. Este era el último intento de los cartagineses para recuperar la iniciativa de la guerra. Con la destrucción del ejército de Asdrúbal Barca en la batalla del Metauro, la reconquista de Sicilia y la total conquista de Hispania, los romanos estaban en clara ventaja y por primera vez, la propia ciudad de Cartago estaba expuesta a un ataque directo, factible gracias a la supremacía naval romana.

## Expedición
En el verano de 205 a. C., la flota de Magón apareció inesperadamente en la costa de Liguria y tomaba la ciudad de Génova. Con unos 12 000 hombres de infantería y 2000 de caballería, Magón se desplazó por territorio de los ingaunis, aliándose con ellos contra la tribu de los epanteris.
La región de Liguria y la Galia Cisalpina eran perfectas por los planes de Magón ya que Roma nunca había logrado dominar completamente la región. Los galos, liderados por los ínsubros y los boios, se levantaron contra Roma repetidas veces y no dudaron en aliarse con Aníbal cuando éste invadió Italia. Asimismo, Magón fue bien recibido y muchos se unieron a sus tropas. Ante estas noticias, los romanos concentraron dos ejércitos en Ariminum (Rimini) y Arretium (Arezzo) para bloquear cualquier intento de Magón de avanzar hacia el sur.  Parecía que Roma podía pagar caro su error al no dominar la Galia Cisalpina de una vez por todas después de la batalla del Metauro, especialmente cuando Magón recibió de Cartago nuevos refuerzos (25 barcos, 6000 infantes, 800 de caballería y 7 elefantes). Sin embargo, las tropas cartaginesas eran bastante inferiores a los ejércitos romanos y Magón descartó avanzar hacia el Sur. En 204 a. C. con la elección de los dos nuevo cónsules, se decidió que Publio Sempronio Tuditano atacaría a Aníbal en la región del Bruttium mientras que Marco Cornelio Cetego se quedaría en Etruria para castigar la conspiración que apoyaba a Magón.

## Fuerzas

### Romanas
Tito Livio señala la participación de 3 legiones, las denominadas XI, XII y XIII (quedando en reserva), cada una acompañada de su equivalente aliada. Esto daría entre 25 000 a 30 000 de infantería y 4000 de caballería.

### Cartaginesas
Magón mantenía consigo una fuerza veterana de su accionar en Hispania (tal vez libiofenicios de infantería pesada, restos de la batalla de Ilipa), además de los mercenarios iberos reclutados por Hannón (aunque muchos de estos se perdieron en un ataque romano), posiblemente los baleares que enviara a Hispania le fueran remitidos en el último envío desde Cartago (y un importante número de infantes que quizá eran libiofenicios o iberos mercenarios), que también incluía 800 jinetes de caballería númida y 7 elefantes africanos. Además había reclutado un importante contingente de ligures (probablemente solo infantería), y un número, pero algo menor, de galos (que incluiría infantería y caballería). Por lo tanto el ejército de Magón debió rondar los treinta o treinta y cinco mil hombres, de los cuales alrededor de treinta y dos mil se supone que eran de infantería y tres mil de caballería (incluidos los ochocientos númidas).

## La batalla
Ambas fuerzas se desplegaron en dos líneas y los romanos cargaron contra los púnicos intentando tomar la iniciativa, pero encontraron más resistencia de la que esperaban. Ante esto, el pretor Quintilio Varo dirigió la caballería contra el enemigo, pero Magón contrarresto rápidamente avanzando con los elefantes, que provocaron el pánico entre los jinetes romanos. Estos se retiraron, perseguidos por los númidas, y los elefantes comenzaron a masacrar la infantería romana. Solo las órdenes de llamar a las legiones de reserva salvaron los romanos, pues los hombres frescos de la legión XIII acribillaron a los elefantes con dardos y jabalinas. Magón ordenó a su vez que los galos entraran en combate, pero estos no fueron rivales para los legionarios. Las cosas aún empeoraron para los cartagineses cuando el propio Magón cayó herido por una lanza y tuvo que ser evacuado del campo de batalla casi ya sin vida. Esto provocó la confusión y el miedo entre las tropas, que huyeron. Unos 5000 cartagineses fueron muertos, si bien los romanos sufrieron también duras bajas, con su primera línea casi aniquilada.

## Consecuencias
Los romanos tomaron control del valle del Po y Magón tuvo que retirarse. Mientras tanto, Escipión derrotaba a todos y cada uno de los ejércitos que Cartago enviaba para destruirlo, obligando a la ciudad a llamar a Magón y Aníbal de regreso a África. Magón solo pudo embarcar parte de su ejército y según algunos autores, moriría poco después de zarpar debido a las heridas sufridas durante la batalla. Otros opinan que sobrevivió y llegó a luchar contra Escipión en África o retornó a la Galia Cisalpina. Ciertamente, los restos de su ejército que no pudieron embarcar hacia África siguieron luchando todavía durante cinco años más contra los romanos.

## Literatura y enlaces externos
En Inglés:
- Livius, Titus, The History of Rome, Vol. IV (ed. E. Rhys, transl. C. Roberts), available at University of Virginia Library Electronic Text Center, retrieved on 2007-10-3
- Cassius Dio, Roman History, on Bill Thayer's Web Site, LacusCurtius, retrieved on 2007-10-9
- Appian, Roman History, The Punic Wars Archivado el 11 de octubre de 2011 en Wayback Machine., retrieved from "Livius Articles on Ancient History" on 2007-10-9
- Mommsen, Theodor, The History of Rome, Book III, The Gutenberg Project eBook, retrieved on 2007-09-30 (in German)
- Caven, Brian, The Punic Wars, Weidenfeld and Nicolson, London 1980, ISBN 0 297 77633 9
- Smith, William (ed.), Dictionary of Greek and Roman Biography and Mythology, made available by the University of Michigan, retrieved on 2007-10-3

En ruso:
- Тит Ливий,  История Рима от основания города
- Кораблев, И.Ш., Ганнибал, Москва, "Наука", 1976, с. 284, 289-290, на сайте Студенческого научного общества

- Datos: Q2979703